# Miloševo
Miloševo es un pueblo ubicado en la municipalidad de Negotin, en el distrito de Bor, Serbia.

## Superficie
Posee una superficie de 8,313 kilómetros cuadrados.

## Demografía
Hasta 2011 la población era de 443 habitantes, con una densidad de población de 53,29 habitantes por kilómetro cuadrado.